# Каллаган (Вірджинія)
Каллаган (англ. Callaghan) — переписна місцевість (CDP) в США, в окрузі Аллегені штату Вірджинія. Населення — 203 особи (2020).

## Географія
Каллаган розташований за координатами 37°48′36″ пн. ш. 80°5′22″ зх. д. / 37.81000° пн. ш. 80.08944° зх. д. (37.810016, -80.089581).  За даними Бюро перепису населення США в 2010 році переписна місцевість мала площу 3,97 км², з яких 3,92 км² — суходіл та 0,05 км² — водойми.

## Демографія
Згідно з переписом 2010 року, у переписній місцевості мешкало 348 осіб у 164 домогосподарствах у складі 74 родин. Густота населення становила 88 осіб/км².  Було 183 помешкання (46/км²).
Расовий склад населення:
| - 90,5 % — білих - 8,6 % — чорних або афроамериканців |

До двох чи більше рас належало 0,9 %. Частка іспаномовних становила 0,9 % від усіх жителів.
За віковим діапазоном населення розподілялося таким чином: 10,9 % — особи молодші 18 років, 62,4 % — особи у віці 18—64 років, 26,7 % — особи у віці 65 років та старші. Медіана віку мешканця становила 52,6 року. На 100 осіб жіночої статі у переписній місцевості припадало 127,5 чоловіків;  на 100 жінок у віці від 18 років та старших — 131,3 чоловіків також старших 18 років.
Цивільне працевлаштоване населення становило 58 осіб. Основні галузі зайнятості: виробництво — 20,7 %, інформація — 20,7 %, транспорт — 15,5 %, сільське господарство, лісництво, риболовля — 15,5 %.